# Hiroshi Ninomiya
Hiroshi Ninomiya (jap. 二宮 寛, Ninomiya Hiroshi; * 13. Februar 1937) ist ein ehemaliger japanischer Fußballspieler und -trainer.

## Nationalmannschaft
1958 debütierte Ninomiya für die japanische Fußballnationalmannschaft. Ninomiya bestritt zwölf Länderspiele und erzielte dabei neun Tore.